# Dipterocarpus oblongifolius
Dipterocarpus oblongifolius là một loài thực vật có hoa trong họ Dầu. Loài này được Blume mô tả khoa học đầu tiên năm 1856.